# Epinecrophylla
Epinecrophylla – rodzaj ptaków z podrodziny chronek (Thamnophilinae) w rodzinie chronkowatych (Thamnophilidae).

## Zasięg występowania
Rodzaj obejmuje gatunki występujące w Ameryce Południowej i Centralnej.

## Morfologia
Długość ciała 9,5–11 cm; masa ciała 7,5–12,5 g.

## Systematyka

### Nazewnictwo
Epinecrophylla: gr. επι epi „na”; νεκρος nekros „martwy”; φυλλον phullon „liść”.

### Podział systematyczny
Takson wyodrębniony z rodzaju Myrmotherula. Do rodzaju należą następujące gatunki:
- Epinecrophylla fulviventris (Lawrence, 1862) – gardlinek brunatny
- Epinecrophylla ornata (P.L. Sclater, 1853) – gardlinek ozdobny
- Epinecrophylla erythrura (P.L. Sclater, 1890) – gardlinek rudosterny
- Epinecrophylla leucophthalma (von Pelzeln, 1868) – gardlinek białooki
- Epinecrophylla gutturalis (P.L. Sclater & Salvin, 1881) – gardlinek płowy
- Epinecrophylla haematonota (P.L. Sclater, 1857) – gardlinek rudogrzbiety
- Epinecrophylla spodionota (P.L. Sclater & Salvin, 1880) – gardlinek stokowy
- Epinecrophylla amazonica (H. von Ihering, 1905) – gardlinek amazoński – takson wyodrębniony ostatnio z E. haematonota[8]